# Wo bitte geht’s zum Militär?
Wo bitte geht’s zum Militär? ist eine US-amerikanische Filmkomödie von Anson Williams aus dem Jahr 1989 mit Barbara Eden und Hector Elizondo in den Hauptrollen.

## Handlung
James Michael Andersen, der einzige Sohn von Brenda Andersen, meldet sich freiwillig zum Dienst bei den Fallschirmjägern. Seine Mutter Brenda will ihn zwingen, auf eine militärische Karriere zu verzichten und aufs College zu gehen, da ihr Ehemann und der Vater von James Fallschirmjäger gewesen und im Vietnamkrieg bei einem Absprung ums Leben gekommen ist. Brenda fährt zum Stützpunkt, auf dem James ausgebildet wird. Sie nimmt die Stelle einer Frau ein, die Fahnenflucht begangen hat, und landet in der Einheit von Sergeant Burke.
Brendas Leistungen als Soldatin sind sehr schlecht, Burke denkt deshalb daran, den ganzen Ausbildungszug in eine unwirtliche Gegend versetzen zu lassen. Brenda findet ihren Sohn und spricht mit ihm, kann ihn aber nicht überzeugen. Sie geht mit James eine Wette ein: Sollte sie die Ausbildung schaffen, soll James Michael den Dienst quittieren oder sich zumindest zum Bodenpersonal versetzen lassen. Danach übt sie sehr intensiv, unterstützt von einer Kameradin, die früher Nonne war.
Nach einer gewissen Zeit findet sich Brenda damit ab, dass ihr Sohn Berufssoldat wird. Sie will aufhören, aber Burke überzeugt sie, die Ausbildung zu beenden. Er meint, er hätte noch nie eine derart hart arbeitende Soldatin gesehen. Brenda überwindet ihre Angst und absolviert ihren ersten Fallschirmsprung aus einem Flugzeug.

## Kritik
TV Spielfilm nannte die Komödie „Militärklamotte“ und beschrieb den Film als „total misslungen“.